# Stanisław Zduńczyk
Stanisław Zduńczyk (ur. 26 lutego 1942 w Łucku (obecnie Łucka)) – siatkarz, olimpijczyk z Meksyku 1968.
Zawodnik związany przez całą karierę zawodniczą z klubem AZS Olsztyn, w barwach którego zdobył mistrzostwo Polski w roku 1973, dwukrotnie wicemistrzostwo Polski (1972,1974) oraz brązowy medal w 1971 r.
Dwukrotny zdobywca Pucharu Polski (1971,1972). W reprezentacji Polski w latach 1961–1971 wystąpił 140 razy.
Uczestnik mistrzostw świata 1970 r., gdzie Polska drużyna zajęła 5. miejsce.
Zdobywca brązowego medalu na mistrzostwach Europy w 1967 r. Uczestnik Pucharu Świata w 1969 r., gdzie Polska drużyna zajęła 8. miejsce.
Na igrzyskach olimpijskich w 1968 roku wraz z kolegami zajął 5. miejsce w turnieju siatkówki.